# Mühlau (Argovie)
Mühlau est une commune suisse du canton d'Argovie, située dans le district de Muri.

Photo aérienne (1953).